# Харрингтон, Лука
Лука Харрингтон (англ. Luca Harrington; род. 19 февраля 2004) — новозеландский фристайлист (слоупстайл, биг-эйр), чемпион мира 2025 года, победитель Всемирных экстремальных игр (2025). Обладатель Кубка мира 2024/2025 года в дисциплине «биг-эйр». Победитель и призёр этапов Кубка мира.

## Биография
Харрингтон представлял Новую Зеландию на зимних юношеских Олимпийских играх 2020 года и был знаменосцем на церемонии закрытия. На юношеских Олимпийских играх завоевал бронзовую медаль в соревнованиях по хафпайпу, набрав 80,66 балла.
В Кубке мира по фристайлу 2024/2025 годов Харрингтон выиграл хрустальный глобус в дисциплине «биг-эйр», набрав 390 очков. Стал первым новозеландцем, выигравшим хрустальный глобус на Кубке мира по фристайлу.
В январе 2025 года участвовал в зимних X-играх, где заменил травмированного спортсмена. Во время соревнований по слоупстайлу выполнил тройной трюк 1620 и завоевал золотую медаль, набрав 93,33 балла. В марте 2025 года участвовал в чемпионате мира по фристайлу и завоевал золотую медаль в дисциплине биг-эйр, набрав 192,00 балла.
Его брат — Бен участвовал в зимних Олимпийских играх 2022 года.